# Pelléas et Mélisande (Fauré)

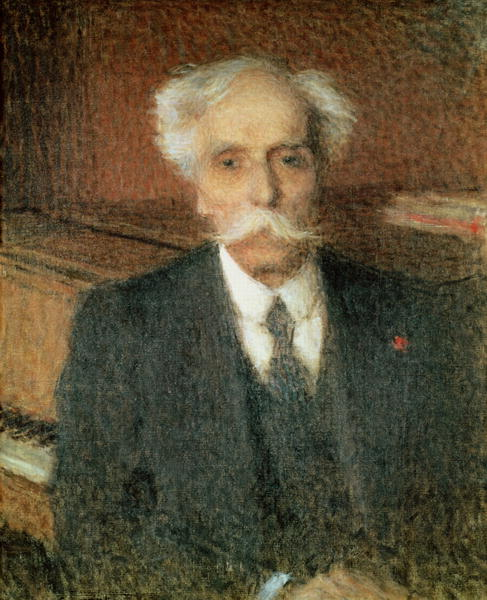
Óleo de Gabriel Fauré.

Pelléas et Mélisande, Op. 80 es la música incidental que compuso y dirigió en 1898 Gabriel Fauré para la producción londinense de la pieza de teatro homónima de Maeterlinck.
La música fue un encargo de la actriz Patrick Campbell quien deseaba estrenar la obra en Londres y había primero optado por encargarla a Debussy quien en ese momento componía la ópera homónima. Luego de la negativa de Debussy, Campbell le hizo el encargo a Fauré quien aceptó a pesar de tener poco tiempo para completarlo, e incluso debió dejar la orquestación en manos de su discípulo Charles Koechlin.
La pieza de teatro fue estrenada el 21 de junio de 1898 en el Teatro Príncipe de Gales, obteniendo un rotundo éxito.
En 1900, Fauré compuso en una suite de la obra en cinco movimientos, revisando la orquestación para acercarla más al estilo de Maeterlink . El estreno de esta suite se llevó a cabo el 3 de febrero de 1901 por la Orchestre Lamoureux dirigida por Camille Chevillard. En esa ocasión se omitió el tercer movimiento, la chanson de Mélisande. Hoy día esta práctica es habitual y muchas de las grabaciones de la obra usan esta versión. La suite también ha sido arreglada para piano solo y para dúo de pianos. La siciliene se ha popularizado en su versión para flauta y piano. Fauré reutilizó en este movimiento parte de la música incidental para la pieza de teatro El burgués gentilhombre, que inició en 1893 y dejó inacabada.

## Movimientos de la suite
1. Prélude - Quasi adagio
2. Fileuse (Hilandera) - Andantino quasi allegretto
3. Chanson de Mélisande
4. Sicilienne - Allegretto molto moderato
5. La Mort de Mélisande - Molto adagio